# Danielle Bunten Berry
Danielle Bunten Berry (19 de febrero de 1949 – 3 de julio de 1998),  También conocida como Dan Bunten, fue una diseñadora de juegos y programadora estadounidense, conocida por haber creado al juego de 1983 M.U.L.E. (uno de los primeros juegos multijugador influyentes), y a Las siete ciudades de oro de 1984.
En 1998 fue galardonada con el Lifetime Achievement Award por la International Game Developers Association. Y en 2007, la Academia de las Artes y las Ciencias Interactivas eligió a Bunten como la décima miembro de su Salón de la fama.

## Primeros años
Bunten nació en San Luis, Misuri, y se mudó a Little Rock, Arkansas, cuando estaba en la secundaria. Bunten era la mayor de otros seis hermanos. Mientras crecía en Little Rock, la familia de Bunten no siempre tenía suficiente dinero para ganarse la vida, por lo que Bunten empezó a trabajar en una farmacia. Ella desempeñó un rol de liderazgo en los boy scouts.
Según Bunten, durante su infancia uno de los recuerdos más queridos que tiene con su familia los involucra jugando juegos. Fue citada diciendo: "Cuando era niña, los únicos momentos que mi familia pasaba junta en los que no éramos totalmente disfuncionales era cuando jugábamos a juegos. En consecuencia, creo que los juegos son una forma maravillosa de socializar."
Mientras asistía a la Universidad de Arkansas, abrió su propia tienda de bicicletas llamada Highroller Cyclerie. Obtuvo una licenciatura en ingeniería industrial en 1974 y comenzó a programar videojuegos basados en texto como hobby. Después de graduarse de la universidad, antes de conseguir su primer trabajo en una compañía de videojuegos, trabajo con la Fundación Nacional para la Ciencia, donde creó modelos urbanos.

## Carrera
En 1978, Bunten vendió un juego de subasta en tiempo real para Apple II titulado Wheeler Dealers a una compañía de software Canadiense, Speakeasy Software. Este juego multijugador inicial requería un controlador personalizado, elevando su precio a 35 dólares en una era donde los juegos solían costar 15 dólares vendidos en bolsas de plástico. Solo vendió 50 copias.
Después de tres títulos para  SSI, Bunten, quien para entonces había fundado una compañía de software llamada Ozark Softscape, llamó la atención del fundador de Electronic Arts Trip Hawkins.  M.U.L.E.  fue el primer juego de Bunten para EA, publicado originalmente para la Familia Atari de 8 bits porque el Atari 800 tenía cuatro puertos de controlador. Bunten más tarde lo portó a la Commodore 64. Si bien sus ventas (30,000 unidades) no fueron altas, el juego desarrolló un seguimiento de culto y fue ampliamente pirateado. La configuración del juego se inspiró en la novela Tiempo para amar de Robert A. Heinlein. Junto con el éxito del juego M.U.L.E. Berry también tenía vínculos estrechos con los juegos Robot Rascals, Heart of Africa y Cartels and Cutthroats. Modem Wars, un juego que salió en 1988 estrictamente para MS-DOS, fue otro en el que Berry trabajó. El juego fue el primero de su género en permitir que varias personas en ordenadores diferentes pudieran jugar entre sí siempre que tuvieran una conexión de acceso telefónico. A lo largo de su carrera estuvo involucrada en la creación de 12 juegos diferentes, 10 de ellos giraron en torno a la compatibilidad multijugador. Los únicos dos que no tenían un enfoque multijugador fueron Las siete ciudades de oro y Heart of Africa.
Bunten quería continuar MULE con un juego que hubiera sido similar al juego Civilization, pero después de que otros compañeros de Ozark Softscape rechazaran la idea, Bunten siguió con Las siete ciudades de oro, que demostró ser popular debido a su simplicidad. Cuando los datos del continente se almacenaban en la memoria, quedaba poca memoria para gráficos sofisticados o compleja jugabilidad. El juego solo tenía cinco recursos. Fue un éxito, vendió más de 150,000 copias.
Su siguiente juego, Heart of Africa, se lanzó en 1985 y fue seguido por Robot Rascals, un juego que no tenía modo para un solo jugador y vendió solo 9,000 copias y Modem Wars, de 1988, uno de los primeros juegos jugados por dos jugadores a través de un acceso telefónico. Las guerras por módems surgieron en un momento inconveniente porque muchas personas de finales de los 80 no tenían módems en sus hogares
Bunten dejó EA por MicroProse. Una razón por la que Bunten quería abandonar EA fue el hecho de que Trip Hawkins, que era el director ejecutivo de EA, no sentía que era una buena idea impulsar la producción de juegos en un sistema basado en cartuchos. Esto era algo importante para Bunten, ya que los juegos habían estado previamente en un método de disquete y al cambiar a un sistema de cartucho les permitiría jugar en sistemas de Nintendo. Luego desarrolló una versión para ordenador de Axis and Allies (que se convirtió en  Command HQ 1990, un juego de estrategia bélica compleja). El segundo y último juego de Bunten para MicroProse fue Global Conquest de 1992, un juego de guerra de red/módem de 4 jugadores. Fue el primer juego de red/módem para 4 jugadores de una editorial importante. Bunten fue una gran defensora de los juegos en línea para múltiples jugadores, observando que "Nadie dijo en su lecho de muerte: 'Dios, desearía haber pasado más tiempo a solas en mi ordenador'.
Un port de M.U.L.E. para  Mega Drive / Genesis fue cancelado después de que Bunten se negara a poner armas y bombas en el juego, sintiendo que alteraría demasiado el juego de su concepto original. En 1997, Bunten cambió de foco a los juegos multijugador en línea con Warsport, un remake de Modem Wars que debutó en la red de juegos MPlayer.com.
Menos de un año después del lanzamiento de Warsport, Bunten fue diagnosticada con cáncer de pulmón (presumiblemente relacionado con años de tabaquismo intenso). Murió el 3 de julio de 1998. En ese momento, estaba trabajando en el diseño de una versión en línea de M.U.L.E..

## Ozark Softscape
Ozark Softscape fue un equipo de desarrollo de videojuegos compuesto inicialmente por Danielle Bunten, Bill Bunten, Jim Rushing y Alan Watson. Ozark Softscape se quedó sin el sótano de Bunten. La compañía tenía la base en Little Rock, Arkansas y tuvo un gran éxito con algunos de sus primeros títulos . Ozark Softscape tuvo un acuerdo editorial con Electronic Arts para varios de sus juegos innovadores. A principios de la década de 1990, Ozark Softscape dejó su asociación con Electronic Arts por una disputa para portar algunos juegos a formato de cartucho para Nintendo Entertainment System. Comenzaron una asociación con MicroProse para producir dos títulos más: Command HQ y Global Conquest. Se produjo una disputa sobre la creación de una continuación de M.U.L.E. con Sega en 1993, y la compañía se disolvió. Los empleados de Ozark Softscape se mudaron a diferentes áreas de la industria del software.

## Vida personal
Bunten se casó tres veces y tuvo dos hijos y una hija.
Después de un tercer matrimonio fallido, Bunten, que hasta entonces había estado viviendo como hombre, pasó a vivir como mujer. Bunten se sometió a una Cirugía de reasignación de sexo en noviembre de 1992 y luego mantuvo un perfil más bajo en la industria de los juegos. Bunten luego se arrepintió de haberse sometido a una cirugía, descubriendo que para ella, los inconvenientes de la transición quirúrgica superaban los beneficios, y deseó haber considerado enfoques alternativos. Bromeaba diciendo que la cirugía fue para mejorar la relación hombres/mujeres de la industria de los videojuegos, pero aconsejó a otros que consideren un cambio de sexo no proceder a menos que no haya otra alternativa, y les advirtió sobre el coste, diciendo "Ser mi verdadero yo podría haber incluido tener un pene e incluir más feminidad de cualquier otra forma que tuviera sentido. No lo supe hasta demasiado tarde y ahora tengo que hacer lo mejor con la vida con la que me he tropezado. Solo desearía haber probado más opciones antes de saltar al precipicio". Después de su cambio de género en el otoño de 1992, Bunten se mantuvo fuera del centro de atención de los videojuegos, principalmente ocultándose. Sintió como si después de convertirse en una mujer no fuera tan buena en el desarrollo de videojuegos como lo había sido anteriormente, declarando "Entonces, tengo poco más de tres años en mi nuevo papel de vida como la Sra. Danielle Berry, y su carrera parece ser algo diferente de la del viejo señor Dan Bunten. Por un lado, no soy tan buena programadora como él. "

## Juegos
- Wheeler Dealers (1978)
- Cartels & Cutthroat$ (1981)
- Computer Quarterback (1981)
- Cytron Masters (1982)
- M.U.L.E. (1983)
- Las siete ciudades de oro (1984)
- Heart of Africa (1985)
- Robot Rascals (1986)
- Modem Wars (1988)
- Command HQ (1990)
- Global Conquest (1992)
- Warsport (1997)

## Reconocimiento
Aunque muchos de los títulos de Bunten no tuvieron éxito comercial, la industria los reconoció ampliamente como adelantados a su tiempo. El 7 de mayo de 1998, menos de dos meses antes de su muerte, Berry recibió el Lifetime Achievement Award por la International Game Developers Association..
En 2000, Will Wright dedicó su éxito en ventas The Sims a la memoria de Bunten. En 2007, la Academia de las Artes y las Ciencias Interactivas eligió a Bunten para ser incluida en su Salón de la fama. Sid Meier, el autor intelectual detrás de la serie de videojuegos Civilization tuvo el placer de introducirla en el hotel Hard Rock de Las Vegas.
Bunten fue una verdadera pionera en la industria de los videojuegos, especialmente en el aspecto multijugador. Muchos la consideran una de las mejores diseñadoras de la industria de los videojuegos. Su éxito incluso ha llevado a la gente a afirmar que el trabajo que hizo con juegos como M.U.L.E. y 'Las siete ciudades de oro' fue la inspiración detrás de los juegos multijugador modernos de gran éxito como World of Warcraft.
Bunten era conocida como alguien con quien era muy fácil hablar, si alguien la reconocía en público, estaría más que encantada de tener una conversación con esa persona.